# Hirokazu Koreeda
Hirokazu Koreeda (是枝裕和 Kore'eda Hirokazu, 1962, Tokio) es un director de cine japonés. Sus películas exploran temas tales como la memoria, la muerte y asumir la pérdida de un ser querido .

## Biografía
Koreeda había querido ser novelista, pero tras graduarse de la Universidad de Waseda trabajó como asistente de dirección de documentales para TV Man Union. En 1991 dirigió su primera película.
Ha producido filmes para los directores Miwa Nishikawa y Yusuke Iseya. Ganó el premio Palma de Oro en el Festival de Cannes 2018 por Manbiki Kazoku.
La película La Vérité (La verdad), abrió la 76 edición del Festival Internacional de Cine de Venecia (28 de agosto — 7 de septiembre de 2019) y participó asimismo en la competición oficial. 

## Filmografía

### Largometrajes
- 1995 - Maborosi
- 1998 - After life
- 2001 - Distance
- 2004 - Nadie sabe (Nobody Knows)
- 2006 - Hana
- 2008 - Still Walking (Aruitemo aruitemo)
- 2009 - Air Doll (Kûki ningyô)
- 2011 - Kiseki (I wish; en español: Milagro)
- 2013 - Soshite Chichi ni Naru (De tal padre, tal hijo)
- 2015 - Nuestra hermana pequeña (Our Little Sister)
- 2016 - Umi yorimo mada fukaku (Después de la tormenta)
- 2017 - Sando-me no satsujin (El tercer asesinato)
- 2018 - Manbiki Kazoku (Un asunto de familia; Somos una familia)
- 2019 - La Vérité (La verdad)
- 2021 - Broker
- 2023 - Monstruo

### Documentales
- Shikashi... fukushu kirisute no jidai ni (1991, Fuji TV)
- Mō hitotsu no kyōiku (1991, ídem)
- Kōgai wa doko e itta... (1991, ídem)
- Nihonjin ni naritakatta... (1992, ídem)
- Hou Hsiao-hsien to Edward Yang (Kō Kōken to Edowādo Yan) (1993, ídem)
- Shinzō suketchi sorezore no Miyazawa Kenji (1993, TV Tokio)
- Kare no inai hachigatsu ga (1994, Fuji TV)
- Kioku ga ushinawareta toki (1996, NHK)
- Sukoshi yō na hayasa de (2002, Nihon TV)
- Shirīzu kenpō - Dai 9-jō: Sensō yojiru "Bōkyaku" (2006, Fuji TV)
- Ano toki datta kamo shiranai (2008, TBS, BS-i)

### Series de televisión
- Makanai: la cocinera de las maiko (2023, Netflix).[2][3]
- Asura (2025, Netflix).[4][5]

## Premios y nominaciones
Premios Óscar
| Año  | Categoría                          | Película       | Resultado |
| ---- | ---------------------------------- | -------------- | --------- |
| 2019 | Mejor película de habla no inglesa | Manbiki Kazoku | Nominado  |

Festival Internacional de Cine de Cannes
| Año  | Categoría                                    | Película               | Resultado |
| ---- | -------------------------------------------- | ---------------------- | --------- |
| 2013 | Premio del Jurado                            | De tal padre, tal hijo | Ganador   |
| 2013 | Premio del Jurado Ecuménico-Mención especial | De tal padre, tal hijo | Ganador   |
| 2018 | Palma de Oro                                 | Un asunto de familia   | Ganador   |

Festival Internacional de Cine de Venecia
| Año  | Categoría   | Película | Resultado |
| ---- | ----------- | -------- | --------- |
| 1995 | Premio OCIC | Maborosi | Ganador   |

Festival Internacional de Cine de San Sebastián
| Año  | Categoría                        | Película               | Resultado |
| ---- | -------------------------------- | ---------------------- | --------- |
| 1998 | Premio FIPRESCI                  | After Life             | Ganador   |
| 2008 | Premio del CEC                   | Still Walking          | Ganador   |
| 2008 | Premio FIPRESCI-Mención especial | Still Walking          | Ganador   |
| 2008 | Premio SIGNIS-Mención especial   | Still Walking          | Ganador   |
| 2011 | Premio del jurado al mejor guion | Kiseki                 | Ganador   |
| 2011 | Premio SIGNIS                    | Kiseki                 | Ganador   |
| 2013 | Premio del público               | De tal padre, tal hijo | Ganador   |
| 2018 | Premio Donostia                  | -                      | Ganador   |